# Caledon (rzeka)
Caledon (w języku sotho Mohokare) – rzeka w Afryce południowej, wypływająca z Gór Smoczych w Lesotho, dopływ Oranje.
Rzeka jest głównym źródłem wody pitnej dla stolicy Lesotho, miasta Maseru, przez które przepływa. W celu zapewnienia zaopatrzenia w wodę, również podczas okresów suszy, na rzece zbudowano i nadal budowane są zbiorniki, w tym zapory Muela Dam.
O kontrolę nad ziemiami położonymi w dolinie rzeki toczyły się w wieku XIX walki pomiędzy Burami, osadnikami brytyjskimi z Kolonii Przylądkowej a wojskami miejscowego królestwa Basuto. W rezultacie tych walk ukształtowało się współczesne status quo, w którym tzw. "ziemie utracone" przez króla Moshoeshoe I na rzecz Wolnego Państwa Orania na zachód od rzeki znajdują się obecnie w granicach Południowej Afryki, a na wschód od niej leży Lesotho.